# Omans herrlandslag i fotboll
Omans herrlandslag i fotboll spelade sin första match i Egypten i augusti 1965, där man åkte på förlust med hela 1-14 mot Libyen.

## Historik
Omans fotbollsförbund bildades 1978 och blev medlem av Fifa 1980 och AFC 1979. Första landskampen 1965 mot Sudan, men Oman fick dock storstryk med hela 0-15. Största smällen kom 1966 mot Libyen med hela 1-21. Bästa resultatet nåddes 2017 hemma i Muskat mot Bhutan med 14-0. Oman har på senare år fått allt fler framgångar då man nådde AFC Asian Cup 2004 och 2007.

## VM-kval
- 1930–1982: Deltog ej
- 1986: Drog sig ur.
- 1990: Utslagna i första kvalomgången.
- 1994: Utslagna i första kvalomgången.
- 1998: Utslagna i första kvalomgången.
- 2002: Utslagna i andra kvalomgången.
- 2006: Utslagna i andra kvalomgången.
- 2010: Utslagna i tredje kvalomgången.
- 2014: Utslagna i fjärde kvalomgången.
- 2018: Utslagna i andra kvalomgången.

## Asiatiska mästerskapet

### 2004
Oman kvalificerade sig något överraskande för Asiatiska mästerskapet 2004 efter att ha vunnit sin kvalgrupp före Sydkorea och Nepal. I gruppspelet hamnade Oman med Japan, Iran och Thailand. Uddamålsförlust mot Japan kostade och då räckte inte 2-2 mot Iran samt 2-0 mot Thailand, Oman slutade trea i gruppen.

### 2007
Oman tog sig även till asiatiska mästerskapet 2007. I gruppspelet hamnade laget med Thailand, Irak och Australien. Oman slutade sist i gruppen efter att ha förlorat mot Thailand med 0–2 och spelat 1–1 mot Australien och 0–0 mot Irak.

## Kända spelare
- Ali Al-Habsi
- Amad Al-Hosni
- Fawzi Bashir

### Webbkällor
1. ↑  ”Men's Ranking”. Fifa. https://inside.fifa.com/fifa-world-ranking/men?dateId=id14415. Läst 2 juli 2024.

- (engelska) Rec. Sport. Soccer Statistics Foundation - Omans herrlandskamper i fotboll